# 斯特爾布斯凱湖

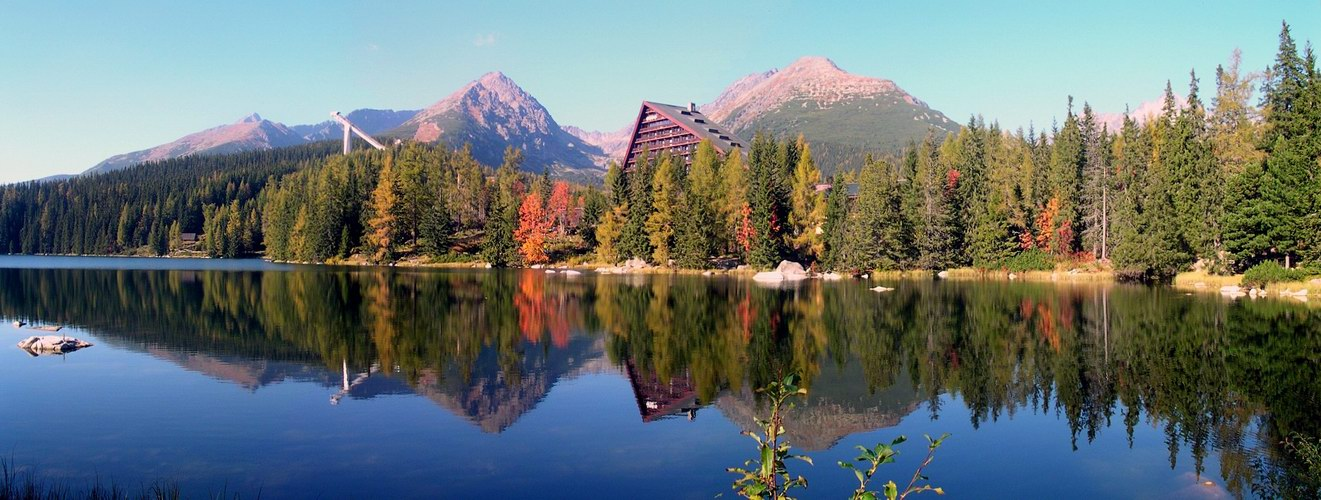
斯特爾布斯凱湖

斯特爾布斯凱湖是位於斯洛伐克的一個高山湖泊，最大深度有20米。斯特爾布斯凱湖是高塔特拉山斯洛伐克一側的第二大湖。斯特爾布斯凱湖也是斯洛伐克著名的觀光景區。